# 粗柱灯心草
粗柱灯心草（学名：Juncus crassistylus）为灯心草科灯心草属的植物，为中国的特有植物。分布于中国大陆的云南等地，生长于海拔3,400米至4,000米的地区，一般生于山顶、山坡草地及灌木林中，目前尚未由人工引种栽培。